# Drei Haselnüsse für Aschenbrödel (Märchen)

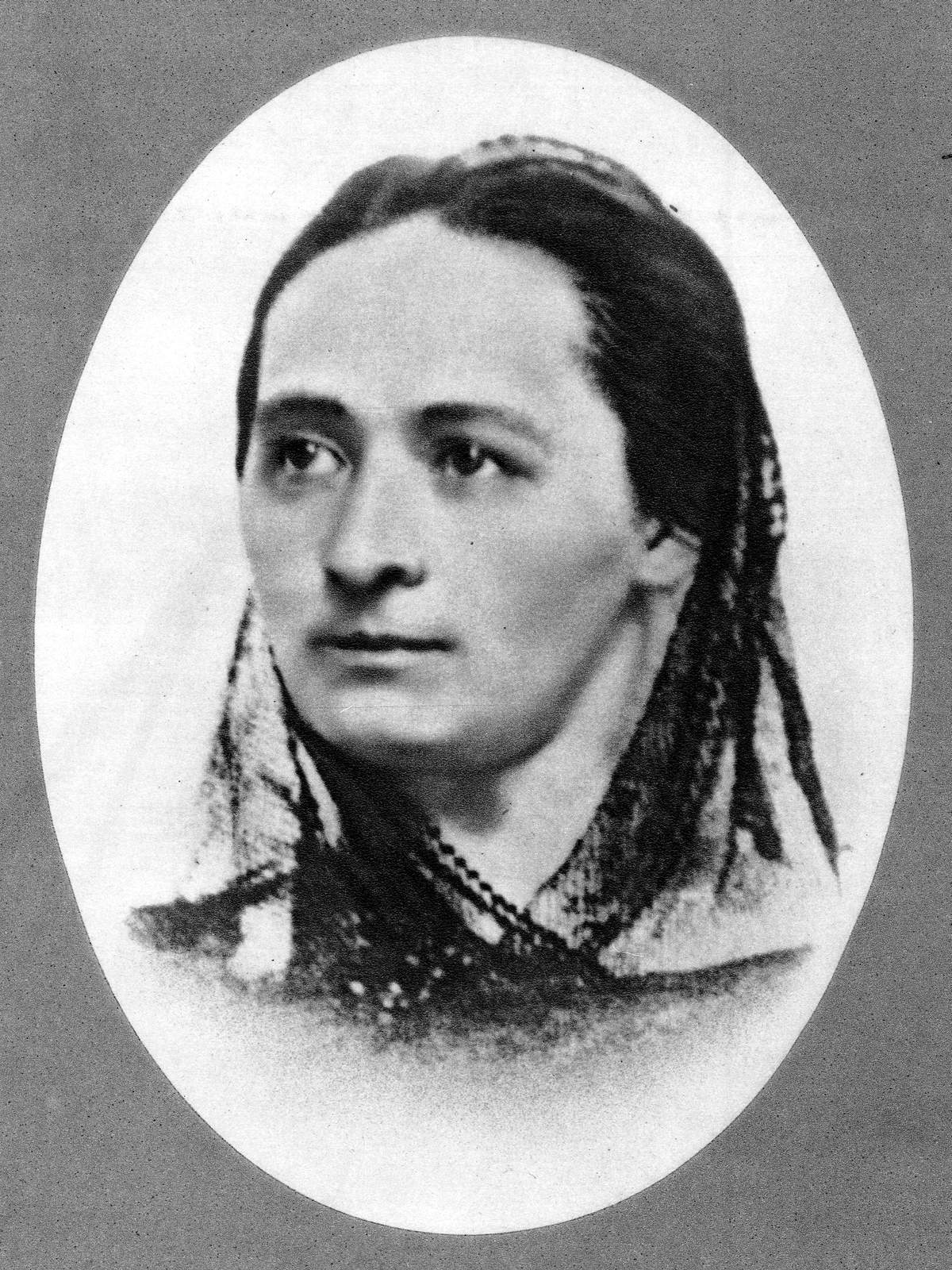
Božena Němcová um 1850

Drei Haselnüsse für Aschenbrödel (tschechischer Originaltitel: O Popelce, deutsche Übersetzung: Über Aschenputtel) ist ein Kunstmärchen der tschechischen Schriftstellerin Božena Němcová. Es entstand zwischen 1842 und 1845 und ist eine Abwandlung des Märchens Aschenputtel der Brüder Grimm. Das Märchen ist im deutschen Sprachraum aufgrund des populären Märchenfilms aus dem Jahr 1973 unter dem Namen Drei Haselnüsse für Aschenbrödel (tschechisch Tři oříšky pro Popelku) bekannt.

## Handlung
Ein Mädchen lebt mit seinem Vater, seiner Stiefmutter und seiner Stiefschwester Dora zusammen. Das Mädchen wird „Aschenputtel“ genannt, denn ihre Stiefmutter und -schwester lassen sie jegliche Arbeit verrichten. Alle schönen Kleider erhält Dora, während Aschenputtel einen Kittel aus rauem Leinen tragen muss.
Als der Vater eines Tages zur Messe geht, fragt er seine Stieftochter und seine leibliche Tochter, was er ihnen mitbringen solle. Dora wünscht sich schöne Kleider, Perlen und Edelsteine. Aschenputtel wünscht sich das erste Reis, das ihm auf dem Weg ins Gesicht schlägt. Nach der Messe besorgt der Vater alles, was sich Dora gewünscht hat. Auf dem Rückweg läuft er gedankenversunken durch einen Wald, als er einen Haselbusch streift und ihm ein Haselreis ins Gesicht schlägt. Er erinnert sich an Aschenputtels Wunsch und bricht das Reis ab. Zuhause angekommen, empfangen ihn seine Frau und die beiden Töchter. Aschenputtel freut sich, dass er gesund heimgekehrt ist, und nimmt ihr Reis entgegen.
Am nächsten Tag, einem Sonntag, machen sich alle bereit für die Kirche. Aschenputtel bittet die Stiefmutter, ihr ein Kleid zu geben, so dass auch sie in die Kirche gehen kann. Statt Aschenputtels Wunsch zu erfüllen, schüttet die Stiefmutter eine Schale Linsen in die Asche und befiehlt Aschenputtel, sie aufzulesen. Als ihre Familie fort ist, geht Aschenputtel weinend zum Brunnen, um sich zu waschen. Als sie sich zum Brunnen neigt, fällt ihr Haselnussreis ins Wasser. Plötzlich springt ein Frosch aus dem Brunnen und legt eine Haselnuss auf den Rand. Aschenputtel solle die Nuss öffnen und der Inhalt gehöre ihr, sagt der Frosch und verschwindet. Als sie die Haselnuss öffnet, findet sie ein Sonnenkleid vor. Sie freut sich sehr über das Kleid, doch es bleibt die von der Stiefmutter aufgetragene Arbeit zu tun. Da fliegen sechs Tauben vom Dach ins Zimmer hinunter. Drei lesen die Linsen aus der Asche, drei kleiden Aschenputtel an. Bevor sie zur Kirche geht, sagt sie: „Vor mir Nebel, hinter mir Nebel, über mir die Sonne!“ In der Kirche blicken sie alle neugierig an, doch niemand erkennt sie. Besonders der junge Fürst kann seine Blicke nicht von ihr lassen und versucht ihr nach der Messe zu folgen. Doch an der Schwelle sagt Aschenputtel wieder „Vor mir Nebel, hinter mir Nebel, über mir die Sonne!“, und ist verschwunden. Zu Hause angekommen, zieht sie das Sonnenkleid aus und versteckt es in der Haselnuss unter einem Stein am Brunnen. Als die Stiefmutter zurückkehrt, ist alles wie zuvor; alle reden nur von der geheimnisvollen Jungfrau.
Am folgenden Sonntag bittet Aschenputtel erneut die Stiefmutter, mit in die Kirche kommen zu dürfen, doch stattdessen soll sie Mohn aus der Gerste lesen. Als Stiefmutter und Stiefschwester aus dem Haus sind, geht Aschenputtel abermals zum Brunnen und trifft dort den Frosch mit einer Haselnuss im Maul. In der Nuss findet Aschenputtel diesmal ein Mondkleid, das wie Silber glitzert. Wieder kommen die sechs Tauben, um ihr zu helfen. Erneut lässt Aschenputtel Nebel vor sich, Nebel hinter sich und über sich die Sonne erscheinen und geht zur Kirche. Wieder treffen sich die Blicke von Fürst und Aschenputtel, doch nach der Messe ist sie verschwunden, ehe er sie aufhalten kann. Er entschließt sich daher zu einer List. Aschenputtel eilt derweil wieder nach Hause und versteckt das Kleid unter einem zweiten Stein am Brunnen. Wieder reden alle nur von der geheimnisvollen Schönen und dem jungen Fürsten.
Am dritten Sonntag fragt Aschenputtel abermals die Stiefmutter, ob sie mit zur Kirche kommen könne. Die Stiefmutter schilt sie jedoch und schüttet Hanfsamen in die Asche. Sobald die Familie fort ist, geht Aschenputtel zum Brunnen, wo der Frosch mit der dritten Haselnuss schon wartet. Glücklich fragt Aschenputtel den Frosch, wie sie ihm nur danken könne. Der Frosch sagt, sie sei gut zu den Tieren gewesen, deshalb solle auch sie glücklich sein. Beim Öffnen der Nuss findet Aschenputtel diesmal ein Sternenkleid, das aus Edelsteinen zu bestehen scheint. Abermals helfen die Tauben Aschenputtel beim Anziehen und sagen ihr, dass sie auch die Arbeit für sie tun wollen, denn sie sei auch gut zu ihnen gewesen. Wieder spricht Aschenputtel: „Vor mir Nebel, hinter mir Nebel, über mir die Sonne!“ und eilt zur Kirche.
In der Kirche wartet der junge Fürst. Plötzlich steht Aschenputtel leuchtend vor dem Altar. Wieder schaut der Fürst Aschenputtel an und auch Aschenputtel schaut ihn an, denn er gefällt ihr und sie denkt, dass sie ihn das letzte Mal sieht. Nach der Messe eilt sie wieder vor allen Leuten aus der Kirche, doch diesmal ist der Fürst schneller. Er bittet sie, ihm zu sagen, woher sie komme und ob er sie nach Hause begleiten dürfe. Aschenputtel kann aber kein Wort herausbringen und schüttelt nur den Kopf. Da bittet er sie, ihm zu erlauben, ihr zu folgen, doch wieder kann sie nur den Kopf schütteln. Sie lässt Nebel vor sich und hinter sich fallen und verschwindet. Ihr goldener Pantoffel bleibt jedoch im Pech stecken, das der Fürst auf die Straße vor der Kirche hat streichen lassen. Als seine Familie zurückkehrt, erfährt Aschenputtel, dass der Fürst eine List angewandt hat, doch sie ist ihm nicht böse. Es tut ihr nur Leid, dass sie nun die Kleider nicht mehr wird tragen können, denn sie hatte nur dieses eine Paar Schuhe.
Bald darauf geht der Fürst von Haus zu Haus und lässt jedes junge Mädchen den Pantoffel anziehen, damit die, der der Schuh passe, seine Frau werde. Der Fürst kommt auch in Aschenputtels Haus, doch die Stiefmutter vertreibt und versteckt das Mädchen. Dora zieht sich den Schuh an, doch er passt ihr nicht. Da schneidet sich Dora die Zehe ab, wie ihre Mutter ihr geraten hat. Als der Fürst sieht, dass sie den Pantoffel trägt, denkt er, dass sie wohl die Richtige sein muss, auch wenn er in ihr nicht die Schöne aus der Kirche erkennt. Er fragt die Stiefmutter, ob sie noch weitere Töchter habe, was diese verneint, und der Vater wagt aus Angst vor der Stiefmutter nicht, Aschenputtel zu erwähnen. Doch ein Hahn kräht: „Kikiriki, die Rechte, die ist auch hie!“ Daraufhin befiehlt der Fürst dem Vater auch die andere Tochter zu holen. Aschenputtel läuft schnell zum Brunnen und öffnet die Nuss mit dem Sonnenkleid. Mit einem Schuh am Fuß betritt sie das Zimmer.
Nun erkennen alle in ihr das Aschenputtel. Dora muss den Schuh ausziehen; Aschenputtel passt er wie angegossen. Da bittet der Fürst das Aschenputtel, seine Frau zu werden, denn eine bessere könne er niemals finden. Auch Aschenputtel findet an der Idee Gefallen und so gibt ihnen der Vater seinen Segen. Als Aschenputtel, der Fürst und der Vater in der Kutsche sitzen, dreht sich das Mädchen noch einmal um, um dem Frosch zu danken. Der Hahn und die Tauben begleiten den Wagen auf dem Weg zum Schloss. Nur die Stiefmutter und Dora bleiben alleine zurück – „ohne Liebe und ohne Freude“, wie Němcová am Ende schreibt.

## Ähnlichkeiten zu Grimms Märchen
Das Märchen vom Aschenbrödel von Božena Němcová enthält verschiedene Motive aus Grimms Märchen, so zum Beispiel aus Der Froschkönig oder der eiserne Heinrich, Allerleirauh und Frau Holle.

## Verfilmungen
- Drei Haselnüsse für Aschenbrödel, Film von Václav Vorlíček, ČSSR/DDR 1973.

Die Filmproduktion weicht an vielen Stellen erheblich von Němcovás Märchen ab. Es gibt nur einen Ball und somit auch nur ein Ballkleid anstatt drei. Deshalb werden die anderen beiden Nüsse für ein „Jägerskostüm“ und ein Hochzeitskleid genutzt. Auch ist der Vater im Film bereits tot – die Nüsse bekommt Aschenbrödel von einem Knecht. Außerdem verzichtete man im Film auf religiöse Motive und Verweise auf andere Märchen.
- Drei Haselnüsse für Aschenbrödel, Film von Cecilie Mosli, Norwegen 2021.

## Vertonung
Drei Haselnüsse für Aschenbrödel – Das Hörspiel, Hörspiel von Markus Topf u. a., 2014.

## Trivia
Für das Lied Küss mich, halt mich, lieb mich von Ella Endlich wurde die Titelmelodie des Märchenfilms "Drei Haselnüsse für Aschenbrödel" verwendet.